# Leslie megye
Leslie megye az Amerikai Egyesült Államokban, azon belül Kentucky államban található. Megyeszékhelye és legnagyobb városa Hyden. Lakosainak száma 10 513 fő (2020. április 1.). Leslie megye Perry, Bell, Harlan és Clay megyékkel határos.

## Népesség
A megye népességének változása:
| Lakosok száma | 11 290 | 11 291 | 11 138 | 11 019 | 10 711 | 10 513 |
|               | 2010   | 2011   | 2012   | 2013   | 2015   | 2020   |